# Società Sportiva Pro Ficuzza
La Società Sportiva Pro Ficuzza è stata una squadra italiana di calcio a 5 con sede nell'omonima frazione del comune di Corleone. Tra le più antiche società di calcio a 5 della Sicilia, negli anni '90 la Pro Ficuzza divenne un fenomeno d'orgoglio sportivo isolano, raggiungendo per due stagioni consecutive (1994-1995) la poule finale valevole per l'assegnazione dello scudetto.

## Storia
Fondata nel 1985, nei primi anni della sua storia la Pro Ficuzza disputa il campionato regionale siciliano finché nel 1989 riceve l'invito da parte della Divisione Calcio a 5 a partecipare al primo campionato sperimentale di Serie A. Inserita nel girone D insieme alle altre società siciliane, la Pro Ficuzza centra il quarto posto finale che garantisce l'ammissione alla Serie A a girone unico previsto per la stagione seguente. Unica rappresentante regionale, la Pro Ficuzza debutta il 22 settembre 1990 nel primo campionato moderno di Serie A. La squadra corleonese gioca a Udine contro il Calcetto Clark, pareggiando per 3-3. Una settimana più tardi i biancoverdi superano il CUS Viterbo per 9-5 nella prima partita interna. Da espressione di un piccolo borgo di appena cento abitanti, negli anni seguenti la Pro Ficuzza si impone come realtà stabile della Serie A, arrivando a giocare in due occasioni la poule finale per l'assegnazione dello scudetto. Nella stagione 1994-95 in particolare, i siciliani sfiorarono l'accesso alla semifinale, uscendo sconfitti nello spareggio contro la Sparta Roma deciso da due reti su punizione battute da Pironi. Fu questo il traguardo maggiore raggiunto dalla società, che nelle stagioni seguenti non riuscì più a ripetersi, disputando alcune stagioni di bassa classifica fino alla retrocessione in Serie A2 nella stagione 1997-98. Nel frattempo era giunto ormai il termine dell'epoca pionieristica della disciplina: Dopo aver raggiunto la salvezza in Serie A2, la società fu costretta per ragioni economiche a unire le forze con il Città di Palermo, spostando il campo di gioco a Mazara e quindi a Marsala poiché i nuovi requisiti della Divisione imponevano la copertura dell'impianto.

## Cronistoria
| Cronistoria della Pro Ficuzza |
| --- |
| - 1985 · Fondazione della S.S. Pro Ficuzza. - 1985-89 · Disputa il campionato regionale. - 1989-90 · 4ª nel girone D di Serie A. Ammessa al campionato di Serie A a girone unico. - 1990-91 · 8ª in Serie A. - 1991-92 · 10ª in Serie A. - 1992-93 · 7ª in Serie A. - 1993-94 · 5ª in Serie A. 3° turno della poule scudetto. - 1994-95 · 5ª in Serie A. 3° turno della poule scudetto. - 1995-96 · 13ª in Serie A. - 1996-97 · 12ª in Serie A. - 1997-98 · 16ª in Serie A. Retrocessa in Serie A2. Sedicesimi di finale di Coppa Italia. - 1998-99 · 10ª nel girone B di Serie A2. Vince i play-out. 1ª fase di Coppa Italia. - 1999 · Fusione con il Città di Palermo e nascita del Trinacria Trapani Corleone. |

## Statistiche e record

### Partecipazioni ai campionati nazionali
| Livello | Categoria | Partecipazioni | Debutto   | Ultima stagione |
| ------- | --------- | -------------- | --------- | --------------- |
| 1°      | Serie A   | 9              | 1989-1990 | 1997-1998       |
| 2°      | Serie A2  | 1              | 1998-1999 | 1998-1999       |